# ویتور ریبیرو
ویتور ریبیرو (انگلیسی: Vítor Ribeiro؛ زادهٔ ۲۴ فوریهٔ ۱۹۷۹) داور هنرهای رزمی ترکیبی اهل برزیل است. وی بین سال‌های ۲۰۰۱ تا ۲۰۱۳ میلادی فعالیت می‌کرد.